# Witiko von Příběnice
Witiko von Příběnice (auch Witiko III. von Rosenberg; Witiko von Pribenitz; tschechisch Vítek z Rožmberka; Vítek z Příběnic; † vor 1259) war ein böhmischer Adliger. Er entstammte dem witigonischen Familienzweig der Rosenberger.

## Leben
Witiko von Příběnice ist für die Jahre 1243–1255 belegt. Seine Eltern waren Witiko von Prčice und Blankenberg, Begründer des Familienzweiges der Rosenberger, und Kunigunde von Schönhering. Witikos Bruder Wok von Rosenberg war der erste, der das Prädikat „von Rosenberg“ benutzte, das von der Burg Rosenberg abgeleitet wurde.
Erstmals erwähnt wurde Witiko von Příběnice 1243. Da er den Beinamen „von Příběnice“ benutzte, wird angenommen, dass die Burg Příběnice südlich von Tábor von ihm errichtet wurde. Nach seinem Tod ging die Burg Příběnice an Witikos Bruder Wok von Rosenberg über.
Es ist nicht bekannt, wo er gestorben ist und auch nicht, ob sein Leichnam in die von seinem Bruder Wok errichtete Familiengruft des Klosters Hohenfurt überführt wurde.